# Solenopsis patagonica
Solenopsis patagonica är en myrart som beskrevs av Carlo Emery 1906. Solenopsis patagonica ingår i släktet eldmyror, och familjen myror.

## Underarter
Arten delas in i följande underarter:
- S. p. medeis
- S. p. patagonica

## Bildgalleri

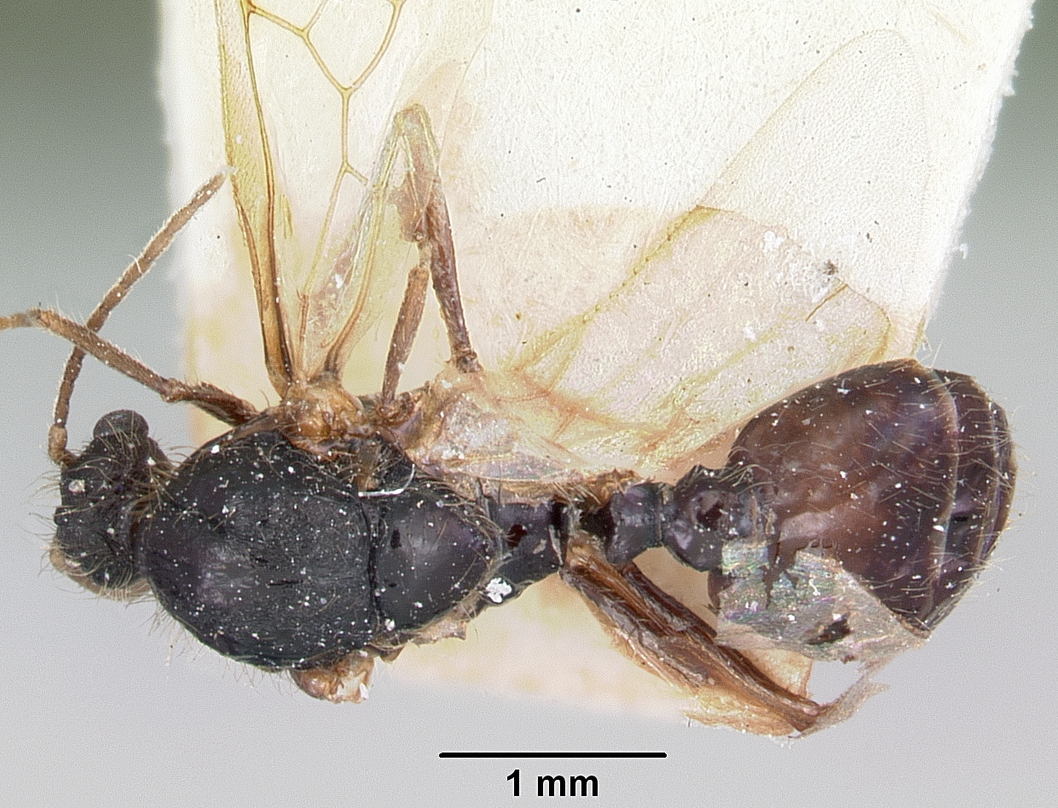
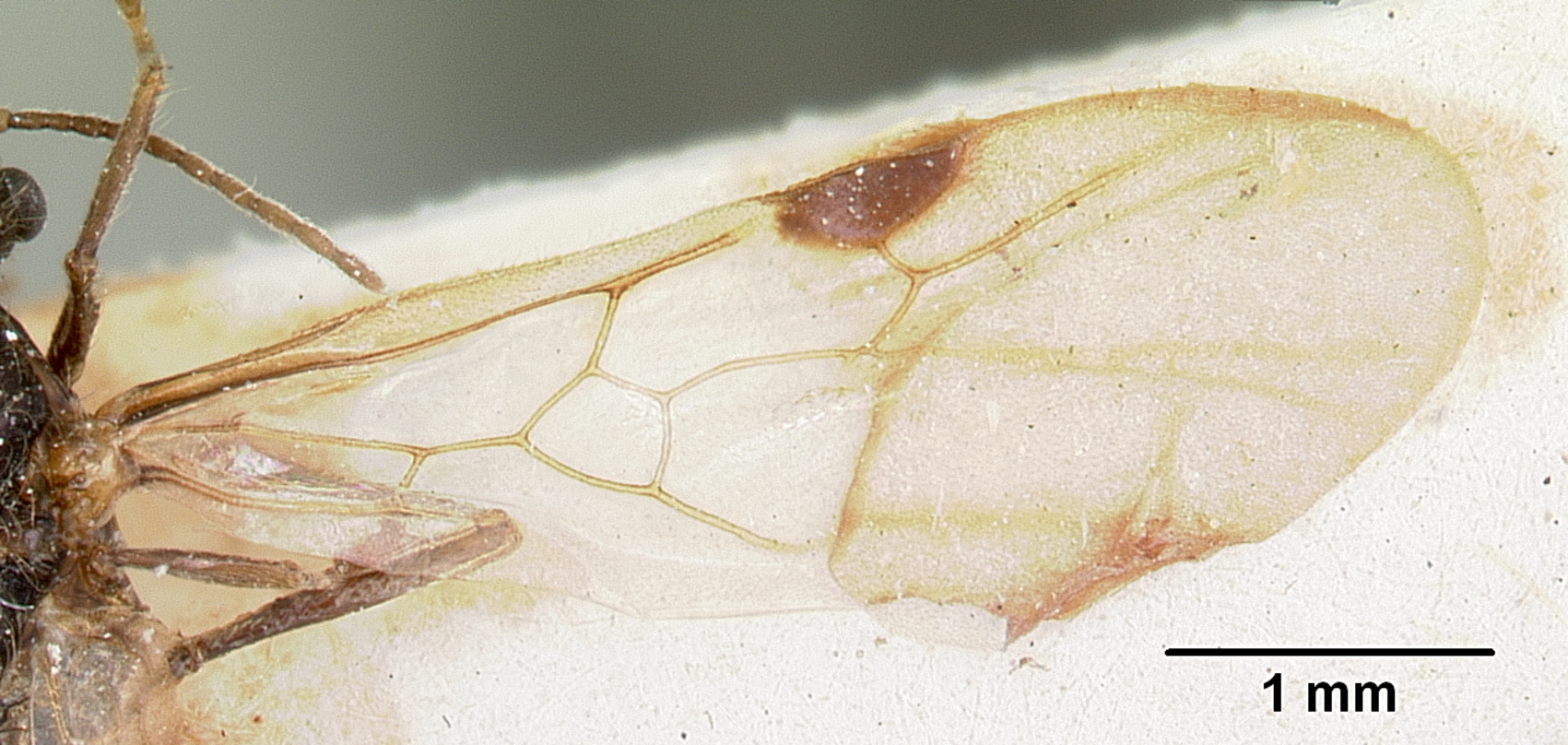
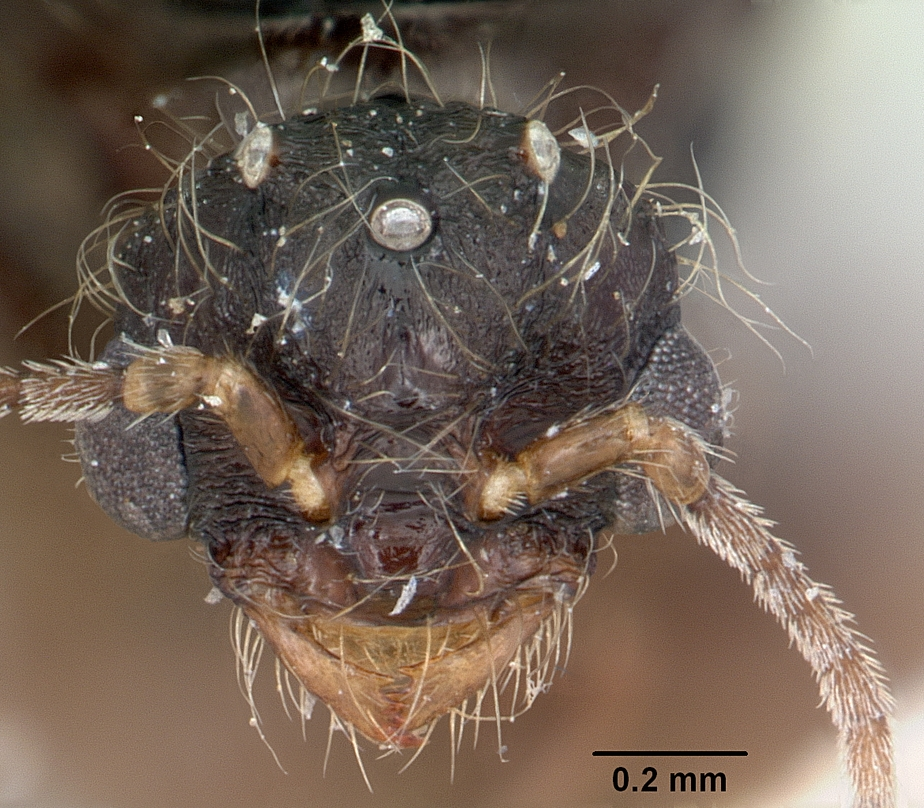
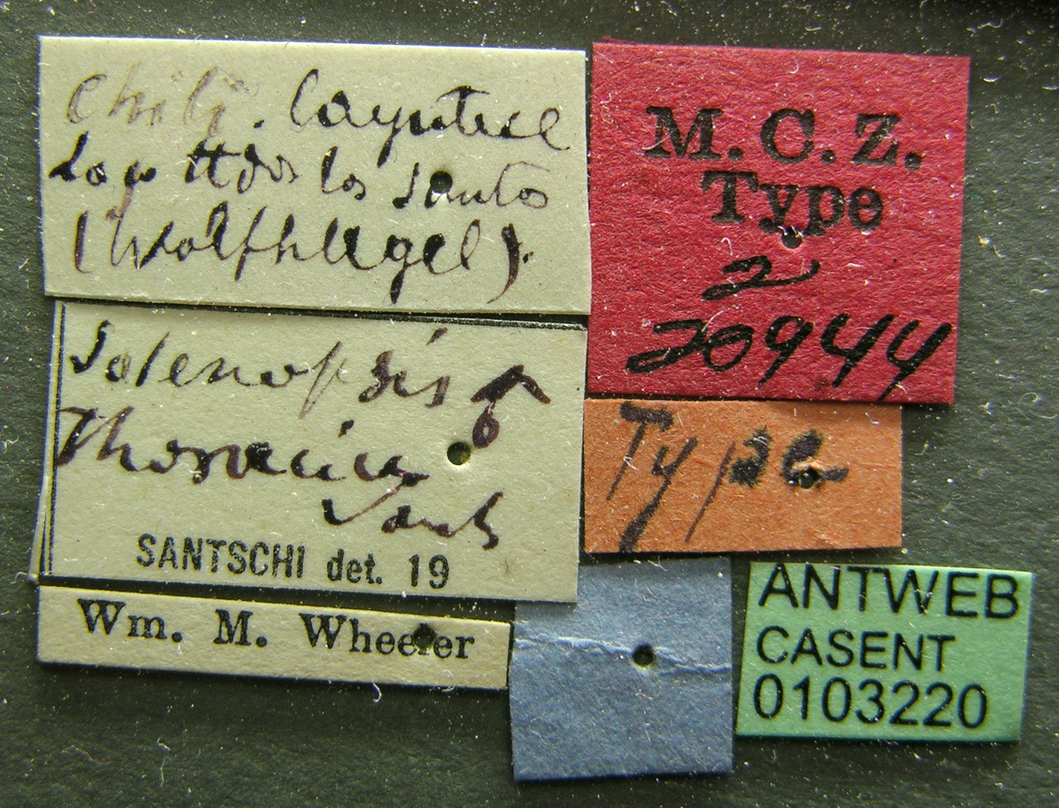
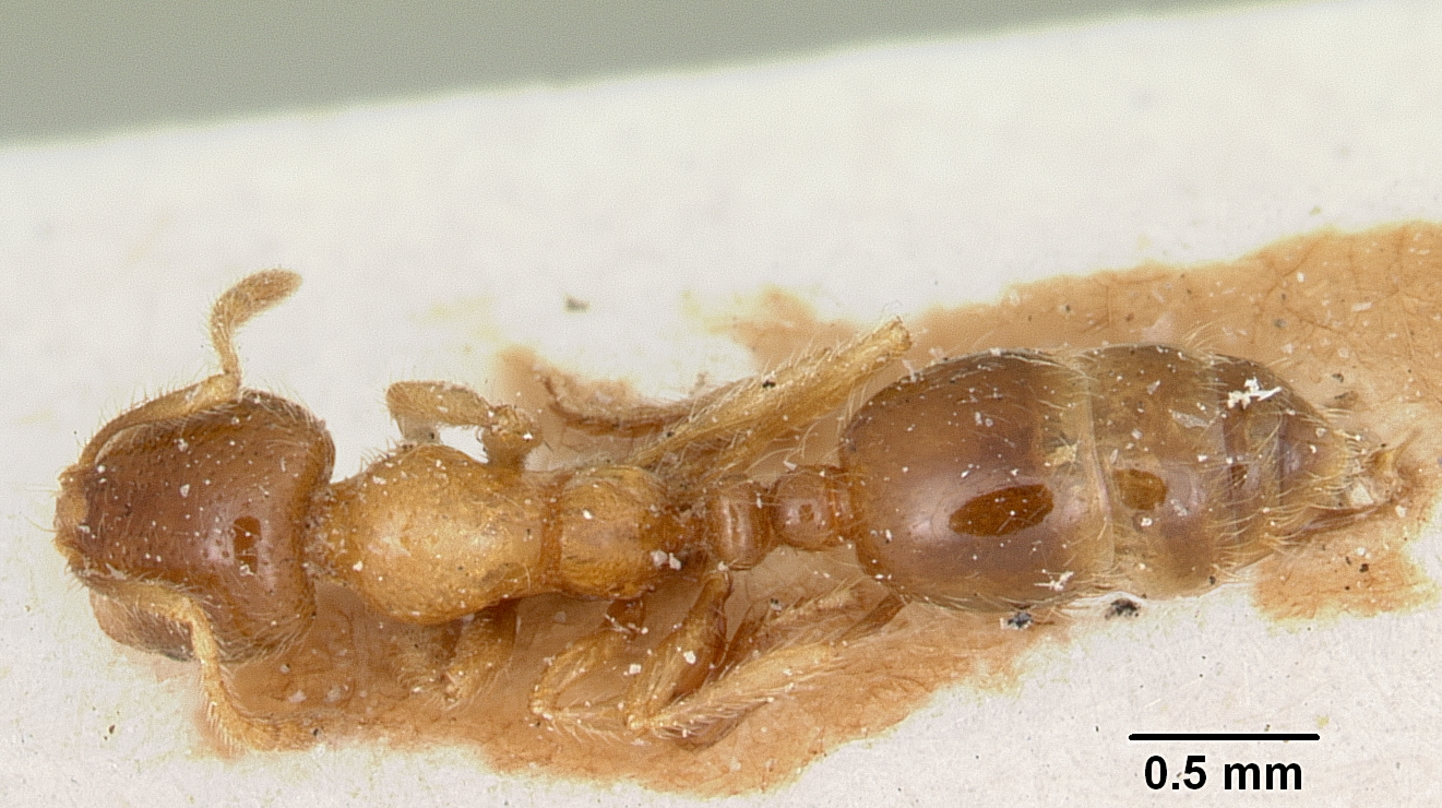
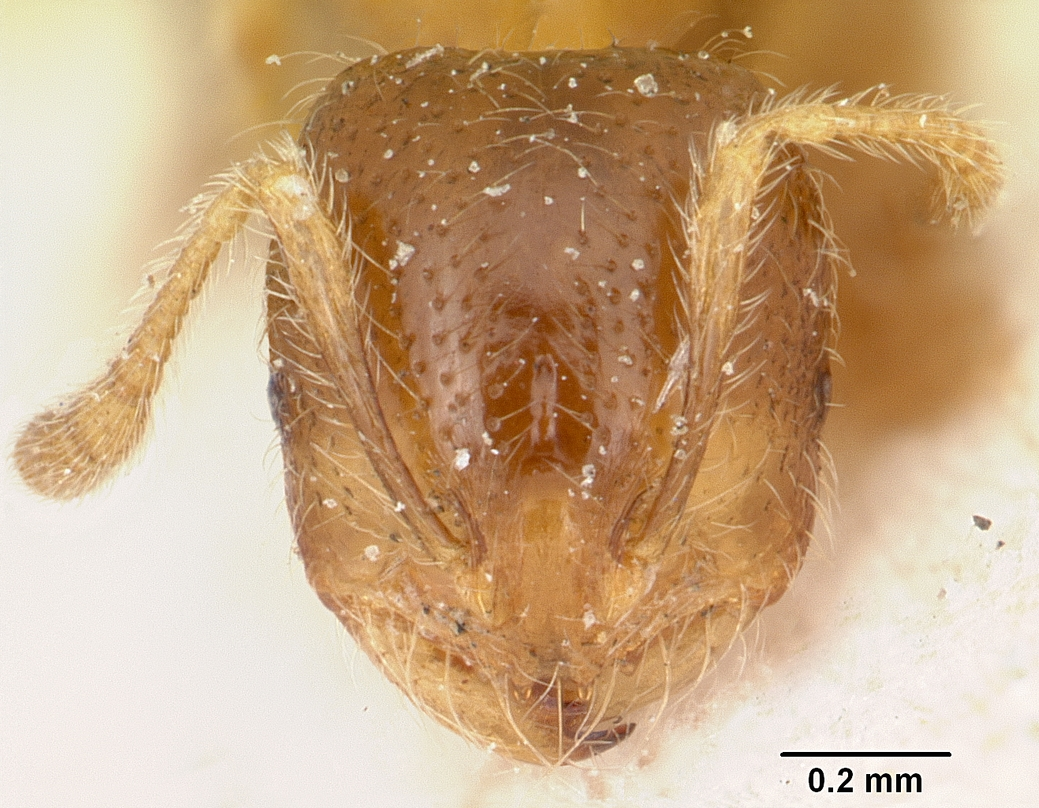